# David Ullström
David Ullström (* 22. dubna 1989, Jönköping, Švédsko) je švédský hokejista, který je od roku 2023 bez angažmá. Hraje na pozici útočníka.

## Hráčská kariéra
Ullström započal svou profesionální hokejovou kariéru ve Švédsku, kde hrál za tým HV71. V tomto týmu hrál od sezóny 2007/2008 do sezóny 2009/2010 a během této doby dokázal s klubem vyhrát mistrovský titul ve nejvyšší švédské lize.
Dne 1. června 2010 podepsal tříletý vstupní kontrakt poté, co byl ve vstupním draftu v roce 2008 vybrán americkým týmem New York Islanders. Od sezóny 2010/2011 do sezóny 2012/2013 hrál v NHL za New York Islanders a v AHL za tým Bridgeport Islanders.
V sezóně 2013/2014 odešel do KHL. Sezónu začal v ruském týmu Lokomotiv Jaroslavl a poté přestoupil do českého týmu HC Lev Praha. Po zániku českého klubu přestoupil v sezóně 2014/2015 do týmu Severstal Čerepovec a během této sezóny přestoupil do týmu HK Sibir Novosibirsk.
Během sezóny 2016/2017 se vrátil do rodného Švédska, kde znovu hrál za tým HV71 a s týmem vyhrál další mistrovský titul.
Na konci své kariéry hrál ještě v americkém týmu Tucson Roadrunners, lotyšském klubu Dinamo Riga a ve švýcarských klubech EHC Biel a HC Davos.
Naposledy hrál v sezóně 2022/2023 v německém týmu Schwenninger Wild Wings.

## Mezinárodní kariéra
V roce 2009 byl nominován na Mistrovství světa juniorů v ledním hokeji, kde se Švédskem dokázal vyhrát stříbrnou medaili.

## Statistiky kariéry

### Statistiky v základní části a v play-off
| 2007/08 | HV71                    | Elitserein  | 7   | 0   | 0   | 0   | —  | —  | — | —  |
| 2008/09 | HV71                    | Elitserein  | 19  | 1   | 3   | 4   | 14 | 1  | 0 | 1  |
| 2009/10 | HV71                    | Elitserein  | 47  | 5   | 11  | 16  | 16 | 2  | 0 | 2  |
| 2010/11 | Bridgeport Islanders    | AHL         | 67  | 17  | 24  | 41  | —  | —  | — | —  |
| 2011/12 | Bridgeport Islanders    | AHL         | 40  | 24  | 6   | 30  | 3  | 1  | 1 | 2  |
| 2011/12 | New York Islanders      | NHL         | 29  | 4   | 4   | 8   | —  | —  | — | —  |
| 2012/13 | Bridgeport Islanders    | AHL         | 33  | 9   | 17  | 26  | —  | —  | — | —  |
| 2012/13 | New York Islanders      | NHL         | 20  | 2   | 3   | 5   | 3  | 0  | 1 | 1  |
| 2013/14 | Lokomotiv Jaroslavl     | KHL         | 18  | 3   | 1   | 4   | —  | —  | — | —  |
| 2013/14 | HC Lev Praha            | KHL         | 27  | 5   | 6   | 11  | 10 | 4  | 1 | 5  |
| 2014/15 | Severstal Čerepovec     | KHL         | 25  | 2   | 5   | 7   | —  | —  | — | —  |
| 2014/15 | HK Sibir Novosibirsk    | KHL         | 23  | 9   | 6   | 15  | 16 | 5  | 1 | 6  |
| 2015/16 | HK Sibir Novosibirsk    | KHL         | 37  | 16  | 12  | 28  | 10 | 1  | 2 | 3  |
| 2016/17 | HK Dinamo Minsk         | KHL         | 3   | 0   | 1   | 1   | —  | —  | — | —  |
| 2016/17 | HV71                    | SHL         | 5   | 1   | 1   | 2   | 2  | 1  | 1 | 2  |
| 2017/18 | HV71                    | SHL         | 47  | 6   | 24  | 30  | 2  | 0  | 0 | 0  |
| 2018/19 | Tucson Roadrunners      | AHL         | 29  | 10  | 13  | 23  | —  | —  | — | —  |
| 2019/20 | Dinamo Riga             | KHL         | 11  | 2   | 3   | 5   | —  | —  | — | —  |
| 2019/20 | EHC Biel                | NLA         | 28  | 10  | 20  | 30  | —  | —  | — | —  |
| 2020/21 | EHC Biel                | NLA         | 11  | 0   | 5   | 5   | —  | —  | — | —  |
| 2020/21 | HC Davos                | NLA         | 22  | 7   | 13  | 20  | 1  | 0  | 0 | 0  |
| 2021/22 | HV71                    | Allsvenskan | 3   | 0   | 0   | 0   | —  | —  | — | —  |
| 2022/23 | Schwenninger Wild Wings | DEL         | 17  | 2   | 3   | 5   | —  | —  | — | —  |
| Celkem  | Celkem                  | Celkem      | 568 | 135 | 181 | 316 | 77 | 15 | 7 | 22 |

### Statistiky v reprezentaci
| Rok    | Tým    | Turnaj | Umístění         |   | Z | G | A | B |
| ------ | ------ | ------ | ---------------- | - | - | - | - | - |
| 2009   | Finsko | MSJ    | Stříbrná medaile | 6 | 2 | 2 | 4 |   |
| Celkem | Celkem | Celkem | Celkem           | 6 | 2 | 2 | 4 |   |